# 1830 (musical)
1830 is een Belgische musical uit 2021, geschreven en geregisseerd door Luc Stevens, met muziek van Sam Gevers. De musical werd opgevoerd aan Kasteel de Merode in Westerlo en is een productie van Historalia. De première was op 5 augustus 2021. De musical vertelt het verhaal van de Belgische Revolutie van 1830.
In 2025 wordt deze musical opnieuw gebracht, deze keer aan het kasteel van Wijnendale (Torhout).

## Verhaal
Weduwnaar André is werkloos geworden. Zijn dochter Anna werkt op het paleis in Brussel, waar op dat moment de zoon van Willem I resideert. André en zijn zoon Ketje raken steeds meer betrokken bij de revolutionaire stemming die er heerst wegens de onvrede over het Nederlandse bewind. Voor Anna is dit extra moeilijk, omdat zij voor de Nederlanders werkzaam is. Ook heeft ze gevoelens voor kapitein Vermeer, een Nederlandse officier die verloofd is met de dochter van minister van Maanen. Wanneer de revolutie uitbreekt, breekt alle chaos los... 

## Opvoering
Het publiek wordt na aankomst verdeeld over twee podiumtenten: op het ene podium wordt het verhaal verteld vanuit het Hollandse standpunt, terwijl op het andere podium het verhaal vanuit het Belgisch standpunt wordt bekeken. Na afloop wisselt het publiek van tent, zodat de bezoeker de visie van beide landen te zien krijgt. Hierna komen alle bezoekers bij elkaar in het openluchttheater, waar op het podium de uiteindelijke strijd tussen Holland en België plaatsvindt. De makers van de musical wilden met deze werkwijze voorkomen dat het Belgische verzet zou worden verheerlijkt en de Hollandse machthebbers gedemoniseerd: juist door de beweegredenen en ideeën van beide partijen te tonen, wilden ze het publiek tot meer empathie en onderling begrip bewegen.
De musical werd uitgevoerd bij het Kasteel de Merode. De kasteelheer is een nazaat van Frédéric de Merode, een van de leidende personen in de Belgische Revolutie.  
De musical werd vertolkt door onder anderen Nele Goossens, Lucas van den Eynde, Leendert de Vis, Richard Spijkers, Ruben van Keer, Liesbeth Roose en Guy-Louis Colinet.
| Personage             | Acteur (Versie 2021)         | Acteur (Versie 2025)                    |
| --------------------- | ---------------------------- | --------------------------------------- |
| André                 | Lucas van den Eynde          | David Cantens                           |
| Leonie                | Nele Goossens                | Goele De Raedt                          |
| Kapitein Vermeer      | Ruben Van Keer               | Pieter Casteleyn                        |
| Anna                  | Liesbeth Roose               | Lotte Heuten                            |
| Koning Willem I       | Louis Colinet                | Nordin De Moor                          |
| Minister Van Maanen   | Richard Spijkers             | Ad Knippels                             |
| Frederik de Merode    | Keoni Blockx                 | Pieter Jan De Paepe                     |
| Louis De Potter       | Leendert De Vis              | Tim Saey                                |
| Elisabeth             | Charlotte Verduyn            | Belle Van der Pijl                      |
| Ketje                 | Wies Decock en Matse De Ryck | Mauro Degroote en Jerome De Burghgraeve |
| Josephine ("Fientje") | nvt                          | Elise Lagrou en Fay De Bruyne           |
| Rechter               | Rick Van den Belt (stem)     | Rick Van den Belt                       |
| Heer Cornelis         | Neel Hannes                  | Rick Van den Belt                       |

'14-'18 · '40-'45 (België) · '40-'45 (Nederland) · 1830 · De 3 Biggetjes · 3 Musketiers · Aida · Albert I · Alice in Wonderland · A xXxmas Carola · Anatevka · Assepoester · Belle en het Beest · Billie Holiday · Bloedbroeders · The Bodyguard · Cabaret · Camelot · Cats · Chicago · Ciske de Rat · Cyrano de Bergerac · De Schone van Boskoop · Daens · Damiaan · Dirty Dancing · Doe Maar! · Domino · Doornroosje · Dracula · Drood · Elisabeth · Evita · Fame · De Finale · Flashdance · Foxtrot · Goodbye, Norma Jeane · Grease · Hair · High School Musical · De Jantjes · Jeanne d'Arc · Jekyll & Hyde · Jersey Boys · Jesus Christ Superstar · Kadanza · De kleine zeemeermin · Koning van Katoren · Kruimeltje · Kuifje: De Zonnetempel · Kunt u mij de weg naar Hamelen vertellen, mijnheer? · The Last Five Years · Lelies · The Lion King · The Little Mermaid · Love Story · Lover of Loser · Mamma Mia! · De man van La Mancha · Marie-Antoinette · Mary Poppins · Les Misérables · Miss Saigon · Moulin Rouge! De Musical · Muerto! · De Muze van Rubens · My Fair Lady · On Your Feet! · Op hoop van Zegen · Oorlogswinter · The Passion · Pauline & Paulette · The Phantom of the Opera · Pinokkio · Red Star Line · Rembrandt · Robin Hood · Romeo en Julia, van Haat tot Liefde · De Rozenoorlog · Rubens · Shhh...it happens! · Shrek · Soldaat van Oranje · Spring Awakening · De sprookjesmusical Klaas Vaak · Sneeuwwitje · The Sound of Music · Tarzan · Titanic · Turks fruit · Urinetown · De Vliegende Hollander · Wat Zien Ik?! · Wicked · The Wild Party · Willem & Frieda: Roze Verzet · The Wiz · Wickie de viking de musical
    Portaal Musical